# Guerre civile göktürk

La Guerre civile göktürk (ou Interroi göktürk) est un événement politique majeur en Asie centrale pendant la décennie 580, qui débouche sur la division du Khaganat göktürk et la création de deux khaganats (empires) séparés que sont les Khaganat turc occidental et Khaganat turc oriental.